# Vertrag von Trentschin
Der Vertrag von Trentschin wurde am 24. August 1335 auf der Burg Trentschin in der gleichnamigen damals ungarischen Stadt Trentschin (ungarisch Trencsén, polnisch Trenczyn, heute Trenčín in der Slowakei) abgeschlossen und am 9. Februar 1339 in Krakau ratifiziert. 
Vertragsparteien waren der böhmische König Johann von Luxemburg und dessen Sohn Markgraf Karl sowie der polnische König Kasimir der Große. Als Vermittler bei den Vertragsverhandlungen wirkte Kazimirs Schwager, der ungarische König Karl von Anjou. Deshalb fanden die Verhandlungen auf seiner Burg Trentschin statt, die unweit der Grenze zu Schlesien und Böhmen im Nordwesten der jetzigen Slowakei liegt.
Mit dem Vertrag gab Kazimir der Große, der aus der Kujawischen Linie der Piasten stammte, alle Ansprüche Polens auf die von den Schlesischen Piasten dominierten schlesischen Territorien auf ewige Zeiten auf. Mit dem Vertrag wurde die politische Trennung Schlesiens von Polen festgelegt. Im Gegenzug verzichteten Johann von Luxemburg und sein Sohn Karl auf den polnischen Königstitel, den sie von den Přemysliden ererbt hatten. Nach dem Tod Johanns von Luxemburg, dem 1347 dessen Sohn Karl IV. als König von Böhmen folgte, wurden die Bestimmungen des Trentschiner Vertrages nochmals zwischen Kazimir dem Großen und Karl IV. mit dem Vertrag von Namslau 1348 bekräftigt.
Kazimirs Nachfolger Ludwig I. bestätigte 1372 in seiner Eigenschaft als König von Polen die Trentschiner Verzichtserklärung in vollem Umfang. Die mit dem Vertrag festgelegten schlesisch-polnischen Grenzen blieben weitgehend bis 1945 bestehen.

## Vorgeschichte
Obwohl die seit dem 10. Jahrhundert andauernden Streitigkeiten zwischen Böhmen und Polen um die Vorherrschaft in Schlesien mit dem 1137 abgeschlossenen Pfingstfrieden von Glatz beendet werden sollten, suchten ab der zweiten Hälfte des 13. Jahrhunderts mehrere schlesische Teilfürstentümer einen Anschluss an Böhmen. Ursächlich dafür waren vor allem die Erbteilungen nach dem Tod Herzog Heinrichs II., die von Erbauseinandersetzungen begleitet waren, von denen auch Teile des Adels und der Geistlichkeit profitierten. Durch die Zersplitterung des Herzogtums Schlesien entstanden zahlreiche kleine Teilfürstentümer, die von keiner Zentralgewalt zusammengehalten wurden. Die enge verwandtschaftliche Verflechtung der Nachkommen Heinrichs II. mit dem Prager Königshof führte zu einer politischen Orientierung an Böhmen, wobei auch wirtschaftliche Vorteile eine Rolle spielten. 
Parallel zu der Entwicklung in Nieder- und Mittelschlesien erfolgte 1281 auch eine Aufsplitterung des oberschlesischen Herzogtums Oppeln in die Teilherzogtümer Oppeln, Ratibor, Beuthen, Teschen und Auschwitz.
Bereits 1289 nahm Herzog Kasimir II. von Cosel-Beuthen als erster schlesischer Herzog die böhmische Lehenshoheit an, und 1292 folgten weitere oberschlesische Fürsten seinem Beispiel. Nachdem Władysław I. Ellenlang, der 1320 das Königreich Polen wiederbegründet hatte, Ansprüche auf die schlesischen Herzogtümer geltend machte, begaben sich 1327 die Herzöge der Oppelner Länder und von Breslau sowie 1329 die niederschlesischen Herzöge von Liegnitz, Brieg, Sagan, Oels und Steinau freiwillig in böhmische Lehensabhängigkeit. Unter Druck erreichte Johann von Luxemburg 1331 die Huldigung von Glogau und 1336 die Huldigung von Münsterberg. 1342 unterwarf der Breslauer Bischof auch das Bistumsland Neisse dem böhmischen König, das erst 1333 die volle Landeshoheit erlangt hatte. 
Nur Herzog Bolko II. von Schweidnitz-Jauer erkannte den böhmischen König als Lehnsherrn nicht an. Sein Herzogtum kam jedoch nach seinem Tod 1368 durch die bereits 1353 erfolgte Heirat seiner Nichte Anna von Schweidnitz mit Kaiser Karl IV. im Erbwege an Böhmen. Obwohl Anna beim Tod Bolkos II. selbst nicht mehr am Leben war, gelangte Schweidnitz an den böhmischen König, weil bereits anlässlich Annas Hochzeit ihr Onkel Ludwig I. als künftiger polnischer König auf alle Ansprüche auf Schweidnitz zugunsten der Luxemburger verzichtet hatte. Als polnischer König bestätigte er 1372 den Trentschiner Vertrag in vollem Umfang. Das Herzogtum Schweidnitz blieb jedoch bis 1392 im Nießbrauch bei Bolkos Witwe Agnes von Habsburg.